# 红眼蒙霸鹟
，是雀形目霸鹟科的一种鸟类，属于单型的红眼蒙霸鹟属（学名：Pyrope）。分布在智利和阿根廷。